# Hephaestus carbo
Hephaestus carbo és una espècie de peix pertanyent a la família dels terapòntids.

## Descripció
- Pot arribar a fer 33 cm de llargària màxima.
- Està estretament relacionat i és gairebé idèntic en aparença a Hephaestus raymondi, el qual és autòcton del sud-oest de Papua Nova Guinea.[5][6][7]

## Reproducció
La maduresa sexual és assolida en arribar als 13 cm de llargària i la reproducció té lloc, en estat salvatge, al novembre i, probablement, continua fins a començaments de la tardor (març).

## Alimentació
Menja crustacis (sobretot, gambes) i peixets.

## Hàbitat
És un peix d'aigua dolça, bentopelàgic i de clima tropical (25 °C-30 °C).

## Distribució geogràfica
És un endemisme d'Austràlia.

## Observacions
És inofensiu per als humans i una espècie popular en aquariofília.